# 유카탄청서
유카탄청서(학명 : Sciurus yucatanensis)는 다람쥐과 청서속에 속하는 설치류의 일종이다. 벨리즈와 과테말라, 멕시코 남동부 지역의 토착종이다.

## 생태
숲에서 서식하며, 주행성 동물로 밤에는 휴식을 취하며 대부분의 시간을 나무 속에서 지낸다. 나뭇가지를 모아 둥지를 만든다. 먹이는 주로 부드러운 과일이나 열매, 씨앗 등으로 이루어져 있다. 암컷은 건조기인 4월과 8월 사이에 보통 2~3마리의 새끼를 낳는다.

## 아종
3종의 아종이 알려져 있다.
- S. y. yucatanensis
- S. y. baliolus
- S. y. phaeopus